# Must be now
„Must be now” – trzynasty singel japońskiego zespołu NMB48, wydany w Japonii 7 października 2015 roku przez laugh out loud records.
Singel został wydany w siedmiu edycjach: trzech regularnych i trzech limitowanych (Type A, Type B, Type C) oraz „teatralnej” (CD). Osiągnął 1 pozycję w rankingu Oricon i pozostał na liście przez 26 tygodni, sprzedał się w nakładzie 418 060 egzemplarzy. Singel zdobył status podwójnej platynowej płyty.

## Lista utworów
Wszystkie utwory zostały napisane przez Yasushiego Akimoto.

### Type A
| CD | CD                                                                           | CD                | CD              | CD      |
| Nr | Tytuł utworu                                                                 | Kompozycja        | Aranżacja       | Długość |
| -- | ---------------------------------------------------------------------------- | ----------------- | --------------- | ------- |
| 1. | „Must be now”                                                                | Carlos K.         | Carlos K.       | 3:53    |
| 2. | „Kataomoi yori mo omoide o...” (jap. 片想いよりも思い出を…)                  | Kazuya Matsumoto  | Yūsuke Itagaki  | 4:58    |
| 3. | „Yume ni iro ga nai riyū” (jap. 夢に色がない理由) (wyk. Team N)              | Takanori Fujimoto | Wakatabe Makoto | 4:18    |
| 4. | „Must be now” (off vocal ver.)                                               | Carlos K.         | Carlos K.       | 3:53    |
| 5. | „Kataomoi yori mo omoide o...” (jap. 片想いよりも思い出を…) (off vocal ver.) | Kazuya Matsumoto  | Yūsuke Itagaki  | 4:58    |
| 6. | „Yume ni iro ga nai riyū” (jap. 夢に色がない理由) (off vocal ver.)           | Takanori Fujimoto | Wakatabe Makoto | 4:18    |

| DVD (wer. regularna) | DVD (wer. regularna)                                                                                     | DVD (wer. regularna) |
| Nr                   | Tytuł utworu                                                                                             | Długość              |
| -------------------- | --- | -------------------- |
| 1.                   | „Must be now” (Music Video)                                                                              | 4:37                 |
| 2.                   | „Must be now” (Music Video Dancing Version)                                                              | 3:51                 |
| 3.                   | „Kataomoi yori mo omoide o...” (jap. 片想いよりも思い出を…) (Music Video)                                | 4:58                 |
| 4.                   | „Yume ni iro ga nai riyū” (jap. 夢に色がない理由) (Music Video)                                          | 4:31                 |
| 5.                   | „Tokuten eizō „Riripon Mahjong shōri e no michi zenpen”” (jap. 特典映像「りりぽん 麻雀勝利への道 前編」) |                      |

| DVD (wer. limitowana) | DVD (wer. limitowana) | DVD (wer. limitowana) |
| Nr                    | Tytuł utworu | Długość               |
| --------------------- | --- | --------------------- |
| 1.                    | „NMB48 Arena Tour 2015 ~Tōku ni itemo~ 2015.2.25 @ Nippon Budōkan” (jap. NMB48 Arena Tour 2015 〜遠くにいても〜 2015年2月25日@日本武道館) | 98 min                |

### Type B
| CD | CD                                                                           | CD                          | CD                   | CD      |
| Nr | Tytuł utworu                                                                 | Kompozycja                  | Aranżacja            | Długość |
| -- | ---------------------------------------------------------------------------- | --------------------------- | -------------------- | ------- |
| 1. | „Must be now”                                                                | Carlos K.                   | Carlos K.            | 3:53    |
| 2. | „Kataomoi yori mo omoide o...” (jap. 片想いよりも思い出を…)                  | Kazuya Matsumoto            | Yūsuke Itagaki       | 4:58    |
| 3. | „Good-bye, Guitar” (wyk. Team M)                                             | Yuki Shimada, Seiji Iwasaki | Yūichi "Masa" Nonaka | 4:04    |
| 4. | „Must be now” (off vocal ver.)                                               | Carlos K.                   | Carlos K.            | 3:53    |
| 5. | „Kataomoi yori mo omoide o...” (jap. 片想いよりも思い出を…) (off vocal ver.) | Kazuya Matsumoto            | Yūsuke Itagaki       | 4:58    |
| 6. | „Good-bye, Guitar” (off vocal ver.)                                          | Yuki Shimada, Seiji Iwasaki | Yūichi "Masa" Nonaka | 4:04    |

| DVD (wer. regularna) | DVD (wer. regularna)                                                                                    | DVD (wer. regularna) |
| Nr                   | Tytuł utworu                                                                                            | Długość              |
| -------------------- | --- | -------------------- |
| 1.                   | „Must be now” (Music Video)                                                                             | 4:37                 |
| 2.                   | „Must be now” (Music Video Dancing Version)                                                             | 3:51                 |
| 3.                   | „Kataomoi yori mo omoide o...” (jap. 片想いよりも思い出を…) (Music Video)                               | 4:58                 |
| 4.                   | „Good-bye, Guitar” (Music Video)                                                                        | 4:34                 |
| 5.                   | „Tokuten eizō „Riripon Mahjong shōri e no michi kōhen”” (jap. 特典映像「りりぽん 麻雀勝利への道 後編」) |                      |

| DVD (wer. limitowana) | DVD (wer. limitowana) | DVD (wer. limitowana) |
| Nr                    | Tytuł utworu | Długość               |
| --------------------- | --- | --------------------- |
| 1.                    | „NMB48 Arena Tour 2015 ~Tōku ni itemo~ 2015.2.26 @ Nippon Budōkan” (jap. NMB48 Arena Tour 2015 〜遠くにいても〜 2015年2月26日@日本武道館) | 101 min               |

### Type C
| CD | CD                                                                           | CD               | CD             | CD      |
| Nr | Tytuł utworu                                                                 | Kompozycja       | Aranżacja      | Długość |
| -- | ---------------------------------------------------------------------------- | ---------------- | -------------- | ------- |
| 1. | „Must be now”                                                                | Carlos K.        | Carlos K.      | 3:53    |
| 2. | „Kataomoi yori mo omoide o...” (jap. 片想いよりも思い出を…)                  | Kazuya Matsumoto | Yūsuke Itagaki | 4:58    |
| 3. | „Kūfuku de ren'ai o suru na” (jap. 空腹で恋愛をするな) (wyk. Team BII)       | Masahiro Kawaura | Hiroshi Sasaki | 3:52    |
| 4. | „Must be now” (off vocal ver.)                                               | Carlos K.        | Carlos K.      | 3:53    |
| 5. | „Kataomoi yori mo omoide o...” (jap. 片想いよりも思い出を…) (off vocal ver.) | Kazuya Matsumoto | Yūsuke Itagaki | 4:58    |
| 6. | „Kūfuku de ren'ai o suru na” (jap. 空腹で恋愛をするな) (off vocal ver.)      | Masahiro Kawaura | Hiroshi Sasaki | 3:52    |

| DVD (wer. regularna) | DVD (wer. regularna)                                                            | DVD (wer. regularna) |
| Nr                   | Tytuł utworu                                                                    | Długość              |
| -------------------- | ------------------------------------------------------------------------------- | -------------------- |
| 1.                   | „Must be now” (Music Video)                                                     | 4:37                 |
| 2.                   | „Must be now” (Music Video Dancing Version)                                     | 3:51                 |
| 3.                   | „Kataomoi yori mo omoide o...” (jap. 片想いよりも思い出を…) (Music Video)       | 4:58                 |
| 4.                   | „Kūfuku de ren'ai o suru na” (jap. 空腹で恋愛をするな) (Music Video)            | 3:58                 |
| 5.                   | „NMB 48 feat. Yoshimoto Shinkigeki Vol. 13” (jap. NMB48 feat.吉本新喜劇 Vol.13) |                      |

| DVD (wer. limitowana) | DVD (wer. limitowana)                                                                   | DVD (wer. limitowana) |
| Nr                    | Tytuł utworu                                                                            | Długość               |
| --------------------- | --------------------------------------------------------------------------------------- | --------------------- |
| 1.                    | „NMB48 kenkyūsei „Sōzō no shijin” gekijō kōen” (jap. NMB48研究生「想像の詩人」劇場公演) | 106 min               |

### Wer. teatralna
| CD | CD                                                                           | CD                 | CD                 | CD      |
| Nr | Tytuł utworu                                                                 | Kompozycja         | Aranżacja          | Długość |
| -- | ---------------------------------------------------------------------------- | ------------------ | ------------------ | ------- |
| 1. | „Must be now”                                                                | Carlos K.          | Carlos K.          | 3:53    |
| 2. | „Kataomoi yori mo omoide o...” (jap. 片想いよりも思い出を…)                  | Kazuya Matsumoto   | Yūsuke Itagaki     | 4:58    |
| 3. | „Orera to wa” (jap. 俺らとは)                                                | Teruhisa Yorimitsu | Teruhisa Yorimitsu | 4:02    |
| 4. | „Must be now” (off vocal ver.)                                               | Carlos K.          | Carlos K.          | 3:53    |
| 5. | „Kataomoi yori mo omoide o...” (jap. 片想いよりも思い出を…) (off vocal ver.) | Kazuya Matsumoto   | Yūsuke Itagaki     | 4:58    |
| 6. | „Orera to wa” (jap. 俺らとは) (off vocal ver.)                               | Teruhisa Yorimitsu | Teruhisa Yorimitsu | 4:02    |

## Skład zespołu
| „Must be now” |
| --- |
| - NMB48 Team N: Yūmi Ishida, Yūka Katō, Rika Kishino, Aika Nishimura - NMB48 Team N / AKB48 Team K: Sayaka Yamamoto (środek) - NMB48 Team BII: Ayaka Umeda, Haruna Kinoshita, Konomi Kusaka - NMB48 Team BII / AKB48 Team B: Miyuki Watanabe |

| „Kataomoi yori mo omoide o...” |
| --- |
| - NMB48 Team N: Yūri Ōta, Riho Kotani, Jōnishi Kei, Ririka Sutō, Akari Yoshida - NMB48 Team M: Azusa Uemura, Airi Tanigawa, Reina Fujie, Sae Murase, Fūko Yagura - NMB48 Team M / AKB48 Team A: Miru Shiroma - NMB48 Team BII: Miori Ichikawa, Kanako Kadowaki, Kokoro Naiki, Shū Yabushita (środek) NMB48 Team BII / AKB48 Team 4: Nagisa Shibuya |

| „Yume ni iro ga nai riyū” |
| --- |
| - NMB48 Team N: Natsuko Akashi, Yūmi Ishida, Yūri Ōta, Yūka Katō, Rika Kishino, Narumi Koga, Riho Kotani, Eriko Jō, Kei Jōnishi, Ririka Sutō, Rurina Nishizawa, Aika Nishimura, Rina Yamao, Yūki Yamaguchi, Akari Yoshida - NMB48 Team N / AKB48 Team K: Sayaka Yamamoto (środek) |

| „Good-bye, Guitar” |
| --- |
| - NMB48 Team M: Yuki Azuma, Akari Ishizuka, Azusa Uemura, Mizuki Uno, Ayaka Okita, Rena Kawakami, Momoka Kinoshita, Rina Kushiro, Rina Kondō, Sara Takei, Airi Tanigawa, Reina Nakano, Reina Fujie, Megumi Matsumura, Mao Mita, Sae Murase, Ayaka Morita, Fūko Yagura (środek) - NMB48 Team M / AKB48 Team A: Miru Shiroma (środek) |

| „Kūfuku de ren'ai o suru na” |
| --- |
| - NMB48 Team BII: Anna Ijiri, Kanae Iso, Miori Ichikawa, Mirei Ueda, Ayaka Umeda, Mai Odan, Kanako Kadowaki, Chihiro Kawakami, Haruna Kinoshita, Konomi Kusaka, Hazuki Kurokawa, Kokoro Naiki, Momoka Hayashi, Chiho Matsuoka, Shū Yabushita - NMB48 Team BII / AKB48 Team B: Miyuki Watanabe (środek) - NMB48 Team BII / AKB48 Team 4: Nagisa Shibuya |

| „Orera to wa” |
| --- |
| - NMB48 Team N: Rika Kishino, Riho Kotani, Yūki Yamaguchi - NMB48 Team N / AKB48 Team K: Sayaka Yamamoto (środek) - AKB48 Team A: Mayu Ogasawara |

## Notowania
| Lista                             | Pozycja |
| --------------------------------- | ------- |
| Oricon Weekly Singles Chart       | 1       |
| Oricon Yearly Singles Chart       | 18      |
| Billboard Japan Hot 100           | 1       |
| Billboard Japan Top Singles Sales | 1       |